# C.U.L.T. Too Young To Die
C.U.L.T. Too Young To Die è un EP della rapper statunitense Sirah (rapper).

## Tracce
1. Up & Down - 3:28
2. My City - 2:20
3. Motel Bible - 2:58
4. Blew Your Mind - 2:39
5. Like Me Now - 1:42
6. Made It - 2:58
7. When I'm Gone - 2:24

## Rilascio
L'EP è uscito in formato CD e download digitale il 25 settembre 2012.